# Баркли (плато)
Баркли (англ. Barkly Tableland) — плато и одновременно один из пяти регионов австралийской Северной территории. Расположено в восточной части территории, к западу от штата Квинсленд. Площадь плато — 283 648 км², что составляет около 21 % территории Северной территории. Простирается в южном направлении в сторону залива Карпентария от горы Маунт-Айза до населённого пункта Дейли-Уотерс.

## География

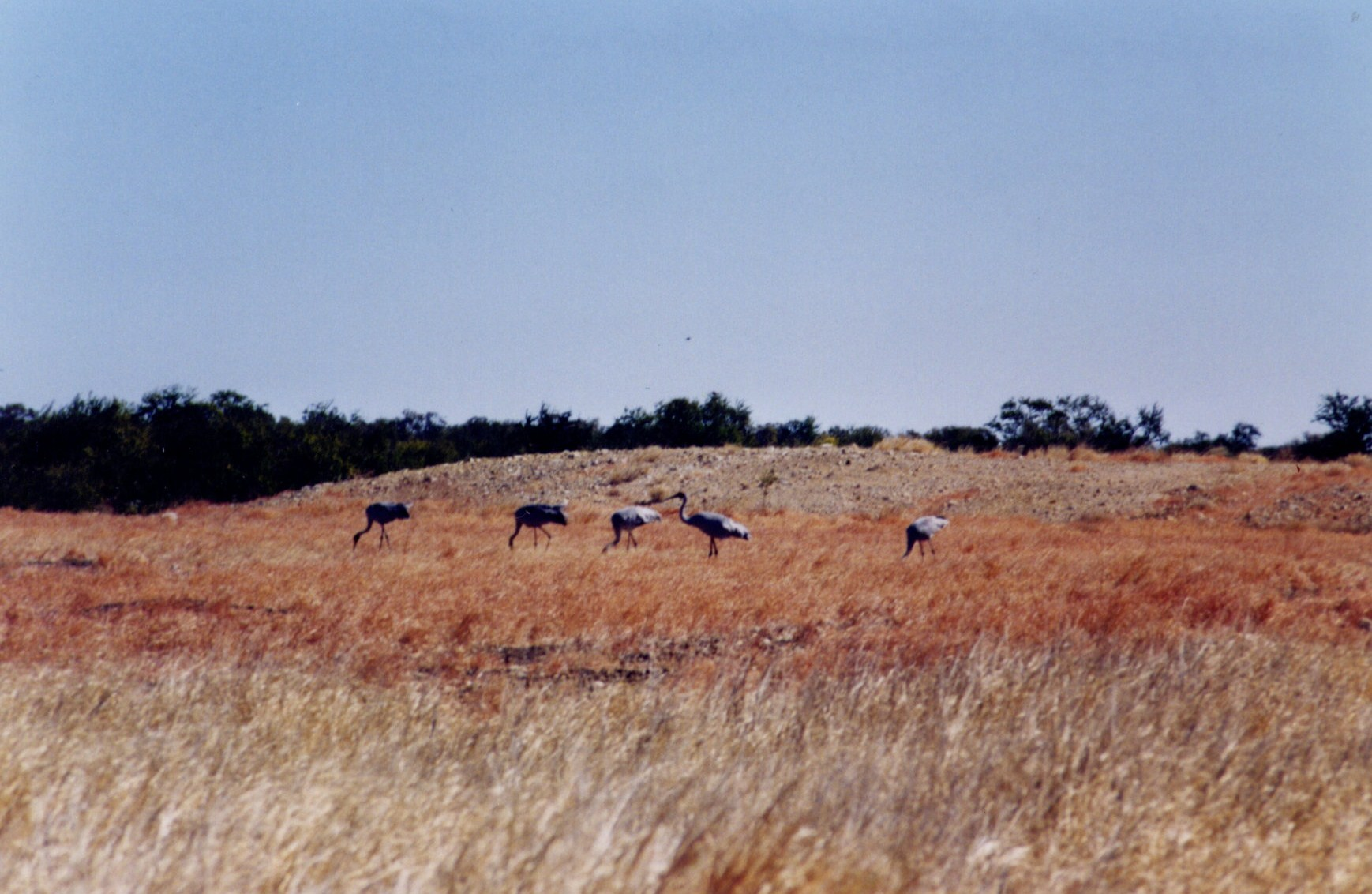
Типичный ландшафт плато.

С точки зрения геологии, плато Баркли, простирающееся в юго-восточном направлении примерно на 560 км, сложено палеозойскими известняками. Средняя высота местности составляет около 300 м, при этом разница между высшей точкой плато и низшей — меньше 50 м. На территории плато берёт своё начало река Джорджина. Кроме того, в западной части Баркли расположено озеро Таррабул, крупнейшее покрытое деревьями болото в тропической части Австралии. Большая часть плато покрыта чернозёмами, отличающимися высоким плодородием. При этом территория преимущественно представляет собой типичную саванну, покрытую эвкалиптами и злаками. Климат на территории плато полупустынный, с длинным жарким летом и короткой прохладной зимой. Среднегодовое количество осадков варьируется от 400 до 600 мм. Из них большая часть выпадает с ноября по март. Среднемаксимальная температура в июле достигает 24 °C, а в январе — 37 °C.

## История
Европейским первооткрывателем плато стал Уильям Ландсборо, который назвал его в честь Генри Баркли, губернатора Виктории с 1856 по 1863 год. В 1877 году плато было пересечено перегонщиками скота Натаниелем Бьюкененом и Сэмом Крокером, которые, продвигаясь в сторону Сухопутной телеграфной линии (англ. Overland Telegraph Line), открыли новые земли для заселения колонистами. Тем не менее первые поселения в районе плато Баркли появились лишь в конце 1870-х годов, с заключением первых договоров на аренду земли.
В 1883 году Гарри Редфорд впервые завёз на плато крупный рогатый скот, основав поселение Брунетт-Даунс с несколькими отдалёнными стоянками у Антони-Лагун и Кресуэлл-Даунс. В 1884 году в Брунетт-Даунс было завезено около 2500 голов скота, а в 1885 году Редфорд завёз туда же ещё 1200 голов из Берктауна.
В настоящее время Беркли является крупным сельскохозяйственным районом. В том числе, на плато расположены одни из лучших в Северной территории пастбища для мясного скота, крупнейшие из которых находятся у населённых пунктов Алегзандрия, Антони-Лагун, Эйвон-Даунс, Банка-Банка, Брунетт-Даунс, Кресуэлл-Даунс, Хелен-Спрингс и др. Кроме того, здесь ежегодно отдыхает свыше 140 тысяч туристов.
На территории региона Баркли проживает всего 5900 человек, большая часть из которых сосредоточена в городах Теннант-Крик и Реннер-Спрингс.